# The Progress of Love

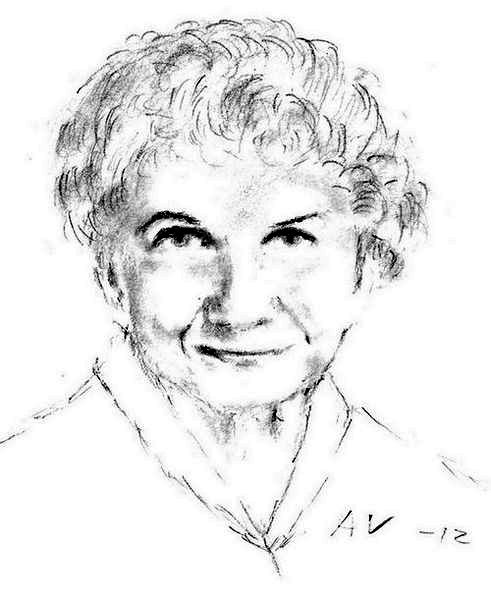
Alice Munro, Nobelpreis für Literatur 2013

The Progress of Love (1985/1986) ist eine Short Story von Alice Munro, in der es unter anderem um veränderte Liebesverhältnisse geht.
In diesem Werk werden Ereignisse aus drei Generationen miteinander verschränkt. Zum Teil kommen sie erst aus Anlass des Besuchs der weit entfernt wohnenden Schwester der Mutter zur Sprache. Neue Gesprächssituationen ergeben durch einen gemeinsamen Restaurantbesuch, der von den Gästen spendiert wird. Die beiden Schwestern ebenso wie die Tochter der einen, die die Erzählerin ist, merken, dass es von einem erinnerten Ereignis zwei verschiedene Versionen geben kann, die gleichermaßen plausibel zu sein scheinen. Es werden zwei Ereignisse aus verschiedenen Perspektiven beleuchtet, mit denen in einem Fall die Mutter der Erzählerin als Kind zu tun hatte und die beiden Schwestern als Beobachterinnen und im anderen Fall die Erzählerin als Kind als vermeintliche Beobachterin der Mutter, die etwas tut, von dem sie später eine andere Version erzählen wird als die Tochter es zu erinnern meint. Das erste Ereignis handelt vom Verhältnis der Großeltern mütterlicherseits zueinander, das zweite vom Verhältnis der Mutter zu deren Vater und was sie mit der Erbschaft unternimmt, die sie nicht haben will. Die beiden Männer der älteren Generation, zum einen der Ehemann der Mutter und zum anderen der Begleiter der Schwester, scheinen im Verlauf der Geschichte keine große Rolle zu spielen. Als das Elternhaus der Erzählerin in deren Erwachsenenalter erneut den Besitzer wechseln soll, nutzt die Erzählerin die Gelegenheit, einen Arbeitskollegen dorthin zu begleiten, der den Auftrag hat, das Objekt zu begehen. Über erotisch deutbare Aussagen des Kollegen zu den Wandmalereien der Kommunarden, die das Haus zuletzt bewohnt haben, gelangen die Erzählerin und ihr Kollege andeutungsweise zu einem Fortschritt in ihrem Verhältnis. Die Geschichte endet mit einer Verwunderung der Ich-Erzählerin über Paare, die ihre Zeit so unerquicklich miteinander verbrächten als würden sie ewig zu leben haben.
Margaret Atwood zitiert in ihrer Würdigung zu Alice Munros Nobelpreis in The Guardian die folgende Passage aus diesem Werk: „How hard it is for me to believe that I made that up. It seems so much the truth it is the truth; it's what I believe about them. I haven't stopped believing it“ (Abschnitt 16). James Wood meint, auch in diesem Werk erweise sich Alice Munros scharfes Auge für das Komische im Detail, insbesondere für die Komödie des Verwöhntseins, und er zitiert die Beschreibung des Begleiters der Schwester der Mutter und wie er sein Auto liebt.

## Ausgaben und Versionen

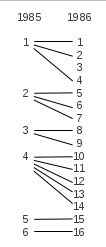
Alice Munro: "The Progress of Love" (1985 / 1986), Versions-unterschiede nach Abschnitten

Die erste Version des Werkes erschien am 7. Oktober 1985 in The New Yorker, die zweite Fassung wurde in den Sammelband The Progress of Love (1986) aufgenommen. Auf Deutsch erschien der Band 1989 unter dem Titel Der Mond über der Eisbahn, mit der Geschichte Das Wachsen der Liebe. Da The Progress of Love anschließend dreimal erneut in Sammlungen erschien, zählt das Werk zu den am häufigsten publizierten Geschichten aus der Phase vor 2003. In der Sammlung Alice Munro's Best. Selected stories (Toronto 2008) hat die Story in englischer Sprache eine Länge von 27 Seiten.
In der Version von 1985 besteht die Story aus sechs, in der von 1986 aus 16 Abschnitten. Der dritte Abschnitt ist gänzlich neu. Darin wird das Innere des Hauses beschrieben, in dem die Erzählerin aufgewachsen ist. Die Versionen unterscheiden sich darüber hinaus in folgenden Punkten: Statt in der dritten wird in der ersten Person erzählt. Der (Ex-)Ehemann erhält einen anderen Vornamen. Im Lied, das die Mutter singt, „I once had a sweetheart...“, wird nicht über eine Frau gesungen, sondern über einen Mann.